# Leonne Cuppen
Leonarda Gertrude Maria (Leonne) Cuppen (Gennep, Limburg,  11 maart 1967) is een Nederlands ontwerper en mede-oprichter en eigenaar van Yksi Expo.
Cuppen studeerde van 1985 tot 1990 aan de Design Academy Eindhoven. In 1991 richtte ze Galerie Yksi op samen met haar studiegenoten Kees Heurkens, Eduard Sweep en Tarja Tonttila. Met de eerste twee werkte ze sindsdien samen als ontwerpbureau en interieurontwerpers als Yksi Ontwerp. In 2016 werd deze samenwerking beëindigd, en ging ze zelf verder met de organisatie Yksi Connect. 
In 1994 was Cuppen mede-initiatiefnemer van de voorloper van de Dutch Design Week in Eindhoven, en in 2007 was ze mede-oprichter van het Designhuis Eindhoven.